# Mangal Shobhajatra
Mangal Shobhajatra eller Mangal Shovajatra (bengali: মঙ্গল শোভাযাত্রা) är en procession som äger rum i gryningen på den bengaliska nyårsdagen, det vill säga på den första dagen av det bengaliska året, i Bangladesh. Processionen organiseras av lärare och studenter vid Fakulteten för konst vid Dhakauniversitetet. Festivalen anses vara ett uttryck för sekulär identitet hos det bangladeshiska folket och som ett sätt att främja enighet. Festivalen förklarades som ett immateriellt kulturarv av UNESCO år 2016, där det kategoriserades på den representativa listan som ett arv av mänskligheten.

## Etymologi
Den bengaliska frasen Mangal Shobhajatra betyder bokstavligen "procession för välbefinnande".

## Historia
Processionen av festivalen observerades först 1989, när den autokratiska ledaren Hussain Muhammad Ershad (1930-2019), var president i landet. Han blev president i landet genom en oblodig statskupp.
Vid den tiden var landet under militär diktatur och drabbat av översvämningar. Ett massuppror ägde rum i Dhaka där många personer, däribland Noor Hossain, dog. Studenterna vid Fakulteten för konst vid Dhakauniversitetet bestämde sig för att demonstrera mot regimen genom att arrangera Mangal Shobhajatra på det bengaliska nyåret.